# Ворфоломеев, Михаил Алексеевич
Михаи́л Алексе́евич Ворфоломе́ев (9 октября 1947, Черемхово — 26 мая 2001) — русский прозаик, драматург, сценарист.
По окончании средней школы работал на фабрике. Затем стал художественным руководителем Черемховского театра.
Окончил Высшие театральные курсы при ГИТИСе.
Стал известен благодаря первой пьесе «Полынь — трава горькая», впервые поставленной в Черемхово в 1975 году и признанной на конкурсе лучшей пьесой о Великой Отечественной войне. Пьесой «Занавески» он в 1978—1979 успешно дебютировал в Москве, куда и переселился. Лауреат премий имени М. А. Булгакова и имени И. А. Бунина.

## Творчество
«Ворфоломеев строит конфликты, дающие его пьесам стремительность, напряжение и сценичность» (Вольфганг Казак).
Всего перу Ворфоломеев принадлежит более 40 пьес, среди которых драмы «Мотивы» (1979), «На тракте» (1981), «Летела птица розовая» (1981), «Я подарю тебе любовь» (1982), «Осень» (1982), «Приговор» (1983), «Солдаты» (1984), «Безумие» (1985), «Дожди» (1985), «Распутица» (1987), комедии «Расскажу вам — не поверите» (1977), «Деревенская комедия» (1982), историческая пьеса «Хабаров» (1982) и др. Лучшие пьесы Ворфоломеев, написанные до 1980, вошли в его сборник «Летела птица розовая» (1981).
Ворфоломеев — мастер психологической драмы. Широко и многопланово апеллируя к злободневным проблемам, например, проблеме социального неравенства, и вечным темам и проблемам, таким как чувство и долг, любовь и ненависть («Я подарю тебе любовь»; «Миленький ты мой»), Ворфоломеев обнаруживает взаимосвязь общественных катаклизмов и мироощущения отдельной личности.
Основным местом действия в пьесах Ворфоломеева является деревня (например, «Лето красное», «Деревенская комедия»). Быт в пьесах Ворфоломеева художественно значим. Он присутствует как среда, формирующая характер героя.
Сценичность пьес Ворфоломеева создается благодаря динамичному развитию сюжета и напряженности драматического конфликта. Пьесы Ворфоломеева обнаруживают преемственность традиций А.П.Чехова.
Помимо драматургических произведений, Ворфоломеев пишет прозу (автобиографическая повесть «Круги», романы «Без берегов», «За стеклом» и т.д.) Опубликовал в журнале «Москва» рассказы и повести: «Тихие голоса», «Родительская суббота», «Незабудки», «Общий вагон», «Записки из провинции», «Цвет черемухи» и др.
По сценариям Ворфоломеева снято более 10 фильмов, среди них мелодрамы «Полынь — трава горькая» (сценарий 1982), «Объездчик» (сценарий 1982), «Миленький ты мой» (сценарий 1992), историческая пьеса «Русь изначальная» (сценарий 1986), комедии «А спать с чужой женой хорошо!?» (сценарий 1992), «Бес» (сценарий 1991) и др.
Многие пьесы Ворфоломеева поставлены за рубежом — в Америке, Германии, Болгарии, Венгрии, Японии. 
Похоронен на Троекуровском кладбище Москвы, участок №4

### Пьесы
- Полынь трава горькая (1975)
- Занавески (1977)
- Расскажу вам — не поверите! (1977)
- Лето красное (1978)
- Святой и грешный (1978)
- Мотивы (1979)
- Летела птица розовая (1981)
- Министр её величества — почти правда (1981)
- На тракте (1981)
- Деревенская комедия (1982)
- Хабаров (1982)
- Я подарю тебе любовь (1982)
- Осень (1982)
- Приговор (1983)
- Вечерний звон (1983)
- Солдаты (1984)
- Безумие (1985)
- Дожди (1985)
- Распутица (1987)

### Экранизации
- 1999 — Святой и грешный
- 1992 — А спать с чужой женой хорошо!?
- 1992 — Миленький ты мой…
- 1986 — Русь изначальная
- 1983 — Особый случай
- 1983 — Объездчик
- 1982 — Полынь — трава горькая

## Награды
- Знак Почёта
- Лауреат премий имени М. А. Булгакова (1997 года) и имени И. А. Бунина
- Лауреат премии «Хрустальная Роза» им. Виктора Розова.

## Память
- В 2012 году в Черемхово Иркутской области был установлен памятник Михаилу Ворфоломееву[2].